# Norbert Metz (Politiker, 1811)
Jean-Joseph Norbert Metz (* 2. Februar 1811 in Luxemburg; † 28. November 1885 in Eich) war ein luxemburgischer Politiker und Ingenieur. Mit seinen Brüdern Charles und Auguste definierte er in der Mitte des 19. Jahrhunderts das politische und wirtschaftliche Leben in Luxemburg.
Metz war der führende Quarante Huitards, der radikalen Liberalen, welche verantwortlich für die Verkündung der luxemburgischen Verfassung im Jahre 1848 waren. Er wurde vom König stellvertretend für den Kanton Capellen für die Ständeversammlung im Jahre 1842 ernannt. Er wurde dann gewählt, um Capellen 1848 bei der konstituierenden Versammlung zu vertreten. Nach den ersten Wahlen wurde Metz zum Generaladministrator für Finanzen und Generalverwalter für militärische Angelegenheiten ernannt in pro-belgischen und anti-deutschen Konföderation Angelegenheiten.
Am 21. Mai 1834 heiratete er die 21-jährige Marie-Barbe-Philippe-Eugénie Tesch, welche drei Kinder hatte, bevor sie am 29. Januar 1845 verstarb. Er heiratete am 7. November 1850 Teschs achtzehnjährige Cousine Marie-Suzanne-Albertine Tesch. Eines seiner Kinder war Émile Metz.

## Industrieller
Als seine beiden Brüder innerhalb kurzer Zeit starben (Charles 1853 und Auguste 1854), zog sich Norbert Metz aus der Politik zurück, um sich ganz seinen vielfältigen geschäftlichen Aktivitäten zu widmen. Metz war Müller und war 1837 Leiter des Mühlenkonsortiums der Société d'Industrie. In Arlon besaß er einen Teil einer Fabrik zur Verarbeitung von Tabak. Mit seinem Bruder Auguste Metz leitete er ab 1837 die Gießerei Berbourg. 1843 erhielt er die Genehmigung minderwertiges Eisenerz, Minette, zu verarbeiten. Vier Jahre später wurde das Erz in den Koksöfen ihrer eigenen Gießerei in Eich eingesetzt. Mehrere Erfindungen von Henry Bessemer, einem britischen Ingenieur, verlieh der Stahlverarbeitung von ihm und seinem Bruder Aufschwung. 1871 wurde die Metzer Gießerei, später umbenannt in Arbed Esch-Schiffanlage, gegründet. Durch eine Fusion mit anderen Gießereien wurde 1911, nach dem Tod von Norbert Metz, der luxemburgische Stahlkonzern ARBED gegründet.
Darüber hinaus hat er mit seiner Familie durch die gemeinnützige Organisation viel zur Errichtung des Eich-Hospitals beigetragen.